# العلاقات الإندونيسية البوليفية
العلاقات الإندونيسية البوليفية هي العلاقات الثنائية التي تجمع بين إندونيسيا وبوليفيا.

## مقارنة بين البلدين
هذه مقارنة عامة ومرجعية للدولتين:
| وجه المقارنة                                              | إندونيسيا         | بوليفيا                                          |
| --------------------------------------------------------- | ----------------- | ------------------------------------------------ |
| المساحة (كم2)                                             | 1.90 مليون        | 1.10 مليون                                       |
| عدد السكان (نسمة)                                         | 263.99 مليون      | 11.05 مليون                                      |
| الكثافة السكانية (ن./كم²)                                 | 138.94            | 10.05                                            |
| العاصمة                                                   | جاكرتا            | سوكري، لاباز                                     |
| اللغة الرسمية                                             | اللغة الإندونيسية | اللغة الإسبانية، اللغة الأيمرية، كتشوا، غوارانية |
| العملة                                                    | روبية إندونيسية   | بوليفاريو بوليفي                                 |
| الناتج المحلي الإجمالي (بليون دولار)                      | 1.02 تريليون      | 37.51 مليار                                      |
| الناتج المحلي الإجمالي (تعادل القوة الشرائية) بليون دولار | 2.85 تريليون      | 74.58 مليار                                      |
| الناتج المحلي الإجمالي الاسمي للفرد دولار أمريكي          | 3.35 ألف          | 3.08 ألف                                         |
| الناتج المحلي الإجمالي للفرد دولار أمريكي                 | 10.52 ألف         | 6.63 ألف                                         |
| مؤشر التنمية البشرية                                      | 0.684             | 0.662                                            |
| رمز المكالمات الدولي                                      | +62               | +591                                             |
| رمز الإنترنت                                              | .id               | .bo                                              |
| المنطقة الزمنية                                           |                   | 00                                               |

## منظمات دولية مشتركة
يشترك البلدان في عضوية مجموعة من المنظمات الدولية، منها:
| علم المنظمة | اسم المنظمة                        | تاريخ انضمام إندونيسيا | تاريخ انضمام بوليفيا |
| ----------- | ---------------------------------- | ---------------------- | -------------------- |
|             | الاتحاد البريدي العالمي            | ?                      | ?                    |
|             | مؤسسة التنمية الدولية              | 20 أغسطس 1968          | 21 يونيو 1961        |
|             | منظمة حظر الأسلحة الكيميائية       | ?                      | ?                    |
|             | منظمة التجارة العالمية             | ?                      | 12 سبتمبر 1995       |
|             | الأمم المتحدة                      | 28 سبتمبر 1950         | 14 نوفمبر 1945       |
|             | وكالة ضمان الاستثمار متعدد الأطراف | 12 أبريل 1988          | 3 أكتوبر 1991        |
|             | منظمة الشرطة الجنائية الدولية      | 5 أكتوبر 1954          | ?                    |
|             | مؤسسة التمويل الدولية              | 23 أبريل 1968          | 20 يوليو 1956        |
|             | الاتحاد الدولي للاتصالات           | 1949                   | 1 يونيو 1907         |
|             | البنك الدولي للإنشاء والتعمير      | 13 أبريل 1967          | 27 ديسمبر 1945       |
|             | يونسكو                             | 27 مايو 1950           | 13 نوفمبر 1946       |

## وصلات خارجية
- موقع وزارة الخارجية الإندونيسية
- موقع وزارة الخارجية البوليفية